# Rode Del
De Rode Del is een natuurgebied ten oosten van de Antwerpse plaats Arendonk. Het gebied wordt beheerd door Natuurpunt. Vanouds een moerasgebied werd het omstreeks 1845 afgesneden van het Goorken door de aanleg van het Kanaal Dessel-Turnhout-Schoten.

## Dynamietfabriek
In 1872 gaf de Arendonkse gemeenteraad een vergunning af voor de bouw van een kunstmestfabriek. Het bleek echter om een dynamietfabriek te gaan, in de volksmond het poejer genaamd, naar de eigenaar; de Société des Poudres en Dynamite d'Arendonck. Het dynamiet werd vooral ingezet in de Limburgse mijnen. De fabriek mocht uiteindelijk in 1881 starten mits de directie volledig verantwoordelijk zou zijn voor de gevolgen van ongevallen. Deze bleven niet uit. Vóór 1900 waren er al negen ontploffingen. In 1927 volgde een grote explosie waarbij zes mensen omkwamen. Ook in 1930 was er nog een dodelijke ontploffing met 2 slachtoffers.
De fabriek bleef in werking tot 1964.

## Heden
Het dynamiet werd afgebroken. Van het terrein werd een deel bezet door bedrijven, zoals kunststofverwerker Ravago, een deel werd verkaveld voor woningen en een deel werd natuurgebied.
Het natuurgebied Rode Del ligt direct tegen de oostelijke oever van het Kanaal Dessel-Turnhout-Schoten aan en herbergt een moerasgebied met enkele plassen welke ontstaan zijn door de winning van turf. Het voorvoegsel Rode heeft betrekking op het ijzerrijke kwelwater. Dit gebied dreigde te verdrogen door lekkende dijken maar werd in 2021 hersteld. Ook werd het uitgebreid met enkele naastgelegen visvijvers en werd een naastgelegen stortplaats gesaneerd.
In het gebied werd vroeger de roerdomp waargenomen. Ook de bruine kiekendief en de grote modderkruiper leven er.